# Đại hội Đảng Cộng sản Việt Nam lần thứ XII
Đại hội Đảng Cộng sản Việt Nam lần thứ XII, được gọi chính thức là Đại hội đại biểu toàn quốc lần thứ XII là đại hội lần thứ 12 của Đảng Cộng sản Việt Nam, diễn ra từ ngày 20 đến 28 tháng 1 năm 2016 ở Trung tâm Hội nghị Quốc gia tại phường Mễ Trì, quận Nam Từ Liêm, Hà Nội. Có 1.510 đại biểu đại diện cho hơn 4,5 triệu đảng viên tham dự. Tại Đại hội này, Đảng Cộng sản Việt Nam tổ chức đánh giá kết quả lãnh đạo và phát triển đất nước sau 30 năm đổi mới, quá trình thực hiện nghị quyết Đại hội XI (2011–2015) và đề ra mục tiêu, nhiệm vụ tổng quát phát triển đất nước trong giai đoạn 2016-2020.
Ban Chấp hành Trung ương Đảng mới lần lượt bầu Bộ Chính trị, Ban Bí thư, Ủy ban Kiểm tra Trung ương, Tổng Bí thư theo thủ tục quy định tại Điều lệ Đảng và Quy chế bầu cử trong Đảng năm 2014 của Ban Chấp hành Trung ương.

## Diễn biến trước Đại hội

### Đại hội đại biểu các cấp
Theo Chỉ thị 36-CT/TW của Bộ Chính trị, các tỉnh, thành phố và tổ chức Đảng trực thuộc trung ương phải hoàn thành tổ chức đại hội các cấp, bầu ra ban chấp hành đảng ủy khóa mới và Bí thư Đảng ủy các cấp. Đại hội cấp cơ sở đồng thời đề cử đại biểu tham dự Đại hội của cơ sở Đảng trên một cấp, theo trình tự từ thấp lên cao. Về trình tự thời gian, Đại hội Đảng bộ cấp cơ sở bắt đầu từ tháng 4 năm 2015, cấp trên cơ sở hoàn thành vào tháng 8 năm 2015, cấp tỉnh và tương đương hoàn thành trong tháng 10 năm 2015.
Bộ Chính trị yêu cầu các cấp ủy Đảng phải tổ chức đại hội theo hướng thiết thực, hiệu quả, đi đôi với giữ vững nguyên tắc, kỷ luật, kỷ cương của Đảng; bảo đảm tăng cường đoàn kết, năng lực lãnh đạo của các cấp ủy; coi trọng an toàn, tiết kiệm, không phô trương; phát huy trách nhiệm, trí tuệ của các cấp ủy, của cán bộ, đảng viên và nhân dân.
Tính đến ngày 28 tháng 9 năm 2015, đã có 16/68 Đảng bộ trực thuộc Trung ương đã tổ chức xong Đại hội nhiệm kỳ mới. Theo tổng hợp bước đầu của Ban Tổ chức Trung ương, tổng số cấp ủy được bầu qua các đại hội trên là 804 đại biểu, trong đó có 225 ủy viên thường vụ. Các đại hội cũng bầu chọn ra 15 Bí thư, 34 Phó bí thư. Tuy nhiên, một số đơn vị không đảm bảo yêu cầu về cơ cấu, độ tuổi và tỷ lệ nữ như: Lào Cai, Ninh Thuận (bầu thiếu 1 cấp ủy), Khánh Hòa, Hà Nam, Bắc Ninh và Sơn La (bầu thiếu Ban thường vụ, không đủ cơ cấu tỷ lệ nữ, trẻ).

### Dự thảo văn kiện Đại hội
Ngày 15 tháng 9 năm 2015, các dự thảo Văn kiện Đại hội Đảng lần thứ XII được công bố toàn văn trên các phương tiện thông tin đại chúng để nhân dân và các tổ chức tham gia góp ý kiến. Các dự thảo này bao gồm hai văn kiện: Dự thảo Báo cáo chính trị của Ban Chấp hành Trung ương Đảng khóa XI; Dự thảo báo cáo đánh giá kết quả thực hiện nhiệm vụ phát triển kinh tế – xã hội 5 năm 2011 – 2015 phương hướng, nhiệm vụ phát triển kinh tế – xã hội 5 năm 2016 – 2020.
Việc tham gia góp ý được thực hiện rộng khắp trên các cấp cơ sở Đảng, các cơ quan đoàn thể Nhà nước và các tổ chức kinh tế, chính trị xã hội. Người dân ở khắp mọi miền được mời gọi tham gia đóng góp ý kiến qua các cấp ủy đảng cơ sở và các cơ quan báo đài, hay gửi trực tiếp về Ban Tuyên giáo trung ương Đảng. Mạng lưới bưu điện các địa phương cũng ưu tiên miễn cước cho thư tín, bưu gửi của nhân dân đóng góp ý kiến về các Dự thảo văn kiện Đại hội XII. Một trang tin về Đại hội Đảng XII gồm 4 thứ tiếng cũng được ra mắt ngày 14 tháng 9 năm 2015 để kịp thời đăng tải dự thảo văn kiện và công tác chuẩn bị Đại hội. Việc đăng tải rộng rãi toàn văn dự thảo văn kiện, nội dung góp ý đa dạng về thể loại, phương thức đóng góp linh hoạt, tiện lợi đã giúp cho hoạt động này nhận hưởng ứng từ các đoàn thể, nhân sĩ trí thức, cán bộ lão thành và đông đảo quần chúng. Các buổi họp bàn về đóng góp ý kiến dự thảo Văn kiện cũng nhận được nhiều hiến kế tâm huyết, trách nhiệm.
Trong quá trình Dự thảo văn kiện đại hội được đánh giá là mang nhiều điểm mới.

##### Hình thức
- Lần đầu tiên đề cập nội dung "Bảo vệ vững chắc Tổ quốc, giữ vững môi trường hòa bình, ổn định" như là một thành tố trong 5 thành tố chính.[8] Trong văn kiện nhấn mạnh độc lập chủ quyền lãnh thổ, biển đảo của Tổ quốc là một yếu tố then chốt trong thời điểm hiện nay.[9]
- Dự thảo đưa ra cụm từ mới "dân chủ xã hội chủ nghĩa" trong yêu cầu "Phát huy sức mạnh toàn dân tộc và dân chủ xã hội chủ nghĩa".[8]

##### Kinh tế – xã hội
- Báo cáo chính trị thể hiện cái nhìn thực tế hơn so với Đại hội XI: không đặt vấn đề phấn đấu đến năm 2020 đưa nước ta thành một nước công nghiệp hiện đại, mà chỉ nhấn mạnh là sớm đưa nước ta thành nước công nghiệp theo hướng hiện đại.[8]
- Nhấn mạnh đổi mới toàn diện và đồng bộ.[9]
- Trong Dự thảo phương hướng nhiệm vụ phát triển kinh tế - xã hội 5 năm tới, mục tiêu kinh tế được đặt lên hàng đầu. Trong đó, dự thảo nhấn mạnh rằng mọi doanh nghiệp thuộc các thành phần kinh tế đều phải hoạt động theo cơ chế thị trường, bình đẳng và cạnh tranh theo pháp luật.[10]

### Công tác nhân sự
Tại kỳ họp 6 Ban Chấp hành Trung ương khóa XI đã bàn và quyết nghị quy hoạch Ban Chấp hành Trung ương, Bộ Chính trị, Ban Bí thư và các chức danh lãnh đạo chủ chốt của Đảng và Nhà nước, với các tiêu chuẩn được đặt ra. Công tác chuẩn bị nhân sự cho Đại hội 12 là một trong những chủ đề quan trọng trong lịch trình làm việc của cả ba Hội nghị cuối, thứ 12, 13 và 14 của Ban Chấp hành Trung ương Đảng khóa 11. Các vị trí chủ chốt bao gồm: Ban chấp hành Trung ương, Bộ Chính trị, Ban Bí thư khóa 12 và bốn nhân sự lãnh đạo chủ chốt khóa 12 (Tổng Bí thư Đảng, Chủ tịch nước, Thủ tướng, Chủ tịch Quốc hội). Cơ cấu 200 người vào Ban Chấp hành TƯ gồm 180 ủy viên chính thức, 20 ủy viên dự khuyết.
Hội nghị lần thứ 12 diễn ra tại Hà Nội từ ngày 5 tháng 10 năm 2015. Tại phiên khai mạc, Tổng Bí thư Nguyễn Phú Trọng đã đọc diễn văn về công tác nhân sự cho Đại hội. Trong đó, ông nêu bật những đánh giá về công tác tuyển chọn cán bộ ở cấp ủy địa phương trong thời gian qua. Về nhân sự Trung ương gồm Bộ Chính trị, Ban Bí thư và các chức danh chủ chốt, đây là một nhiệm vụ quan trọng, đòi hỏi Ban Chấp hành Trung ương cần thống nhất cao. Ông cũng đề nghị Trung ương thảo luận kỹ lưỡng, cho ý kiến và đề xuất tiêu chí xem xét trường hợp "đặc biệt" đối với Ủy viên Trung ương và Ủy viên Bộ chính trị, Ban Bí thư tái cử khóa 12. Trong ngày làm việc thứ ba, ngày 7 tháng 10, Trưởng ban Tổ chức Trung ương đọc tờ trình của Bộ chính trị về tình hình, kết quả giới thiệu nhân sự Trung ương Đảng.
Hội nghị lần thứ 13 diễn ra từ ngày 14 đến 21 tháng 12 năm 2015. Tại hội nghị này, các đại biểu đã thảo luận dân chủ, thông qua danh sách đề cử các Uỷ viên Trung ương khoá XII, bỏ phiếu biểu quyết đề cử nhân sự cấp cao trong Bộ Chính trị, Ban Bí thư và Ban Kiểm tra khóa mới. Các vị Ủy viên Trung ương khóa XI (cả chính thức và dự khuyết) đã viết phiếu giới thiệu các vị Ủy viên Bộ Chính trị, Ban Bí thư khóa XI đủ tiêu chuẩn, điều kiện, trong độ tuổi ứng cử 4 chức danh lãnh đạo chủ chốt của Đảng và Nhà nước.
Hội nghị lần thứ 14 diễn ra từ 11 đến 13 tháng 1 năm 2016, là hội nghị cuối cùng của Ban chấp hành Trung ương khoá 11. Hội nghị lần này bàn về các nội dung: Thảo luận, thông qua chủ trương ký hiệp định Đối tác xuyên Thái Bình Dương (TPP); tiếp tục hoàn thiện công tác nhân sự chuẩn bị cho Đại hội Đảng 12.
Ngày 17 tháng 1 năm 2016, Phó Trưởng ban thường trực Ban Tuyên giáo Vũ Ngọc Hoàng cho biết: "Quá trình T.Ư xem xét bằng hình thức phiếu kín, với chức danh Tổng Bí thư cho khóa tới, các đại biểu trong độ tuổi đạt số phiếu quá thấp, dẫn tới chưa chọn được nhân sự dự kiến Tổng Bí thư từ các đại biểu còn trong độ tuổi. Từ thực tế này, Trung ương quyết định phải có trường hợp đặc biệt, tức là trong số các nhân sự quá tuổi đang là ủy viên Bộ Chính trị khóa 11, phải có ít nhất 1 người ở lại. Trong T.Ư cũng có ý kiến nên ở lại 2 hoặc 3 trường hợp. Bộ Chính trị họp thảo luận và thống nhất đề nghị với T.Ư chọn phương án chỉ ở lại 1 trường hợp để bảo đảm tính kế thừa, ổn định và tạo điều kiện trẻ hóa cán bộ, nên không chọn phương án ở lại 2 - 3. T.Ư đã thảo luận qua 2 kỳ và quyết định chọn phương án giữ lại 1 trường hợp đặc biệt để giới thiệu Tổng bí thư." Có 9 ủy viên Bộ Chính trị khóa XI trên độ tuổi đã xin rút.Lần thứ nhất là chọn phương án nào, phương án một thì giữ lại Tổng Bí thư, phương án hai là giữ lại Tổng bí thư, Chủ tịch nước và phương án ba là cả Tổng bí thư, Chủ tịch nước, Thủ tướng Chính phủ. Hội nghị thảo luận và trung ương đã chọn phương án một.
Theo ông Vũ Trọng Kim, Phó Chủ tịch kiêm Tổng Thư ký Ủy ban Trung ương Mặt trận Tổ quốc Việt Nam, tại Hội nghị Trung ương 14, đề cử bốn vị là các ông Trương Tấn Sang, Nguyễn Tấn Dũng, Nguyễn Sinh Hùng và Tô Huy Rứa cho vị trí Tổng bí thư bên cạnh đề cử ông Nguyễn Phú Trọng. Bốn ông xin rút, tỷ lệ phiếu giới thiệu ông Nguyễn Phú Trọng tại Hội nghị Trung ương 14 cao tới hơn 75%. Theo ông Vũ Ngọc Hoàng, trong Bộ Chính trị và Ban Bí thư thống nhất rất cao (có 19/19 ý kiến giới thiệu ông Nguyễn Phú Trọng). Trước đó, vị trí Tổng bí thư được giới thiệu từ ủy viên Bộ Chính trị còn trong độ tuổi với số phiếu rất ít (giới thiệu tại Hội nghị 13). Theo Thượng tướng Võ Tiến Trung - Uỷ viên Trung ương Đảng, Giám đốc Học viện Quốc phòng trả lời báo chí ngày 23 tháng 1 thì Ban Chấp hành Trung ương khóa XI giới thiệu ông Nguyễn Phú Trọng là trường hợp đặc biệt tái cử chức vụ Tổng Bí thư . Ban chấp hành Trung ương XI cũng giới thiệu Chủ tịch nước là ông Trần Đại Quang, Thủ tướng là ông Nguyễn Xuân Phúc, Chủ tịch Quốc hội là bà Nguyễn Thị Kim Ngân. Phải tới tháng 7, các chức danh của nhà nước mới xuất hiện vì phải do Quốc hội bầu sau khi Quốc hội khóa mới được bầu tháng 5. Trước đó Ban Chấp hành Trung ương khóa XII tổ chức Hội nghị để xem xét.
Ông Vũ Ngọc Hoàng, Phó Trưởng ban thường trực Ban tuyên giáo Trung ương cũng cho biết các Ủy viên Trung ương quá tuổi gồm: ông Uông Chu Lưu, Phó Chủ tịch Quốc hội; Thượng tướng Bùi Văn Nam, Thứ trưởng Bộ Công an; Đại tướng Đỗ Bá Tỵ, Thứ trưởng Bộ Quốc phòng, Tổng tham mưu trưởng Quân đội nhân dân Việt Nam; ông Huỳnh Phong Tranh, Tổng thanh tra Chính phủ được Trung ương giới thiệu tái cử. Ban chấp hành Trung ương khoá XI ra quyết định là Uỷ viên Bộ Chính trị, Ban Bí thư trên 65 tuổi thì nhìn chung phải nghỉ hưu, trừ "trường hợp đặc biệt"; các Uỷ viên Trung ương trên 60 cũng phải nghỉ hưu, trừ các "trường hợp đặc biệt" được Bộ Chính trị trình Trung ương để Trung ương giới thiệu ra Đại hội (không tính ủy viên TW được đề cử vào BCT, BBT).
Các ứng cử viên vào Ban Chấp hành trung ương khóa mới phải học tới 6 lớp đào tạo lý luận đặc biệt. Trong hội nghị Trung ương 13, Tổng Bí thư Nguyễn Phú Trọng có đề xuất các đại biểu Đại hội viết bằng tay đề cử những người vào BCH Trung ương hoặc vào 4 chức vụ cao nhất, chủ chốt trong Đảng. Cơ cấu 200 người vào Ban Chấp hành TƯ gồm 180 ủy viên chính thức, 20 ủy viên dự khuyết.
Theo Quyết định 224 về Quy chế Bầu cử trong Đảng (tháng 6/2014), một số điểm đáng lưu ý liên quan đến Đại hội 12 như sau:
- Kết quả bầu cử ở chi bộ cấp dưới phải được chuẩn y của cấp ủy cao hơn mới có hiệu lực (Điều 2).
- Ủy viên Ban chấp hành TƯ tự ứng cử để được bầu vào Bộ Chính trị, Ban Bí thư (Điều 9).
- Bầu các vị trí thanh viên Bộ Chính trị, Tổng Bí thư, Ban Bí thư là bỏ phiếu kín.
- Vị trí Tổng Bí thư: chỉ có thành viên của Bộ Chính trị ứng cử (Điều 9)
- Ủy viên BCH TƯ đề cử ủy viên khác vào Bộ Chính trị, Ban Bí thư, Ủy ban Kiểm tra TƯ, đề cử thành viên Bộ Chính trị làm Tổng bí thư (Điều 11),
- Ở các hội nghị của Ban Chấp hành Trung ương, các Ủy viên Bộ Chính trị, Ủy viên Ban Bí thư không được đề cử nhân sự ngoài danh sách do Bộ Chính trị đề cử; không được ứng cử và nhận đề cử nếu không có tên trong danh sách đề cử của Bộ Chính trị. (Điều 13).

Bình luận về Quy chế Bầu cử này, BBC viết thực chất là nó 'tước đoạt' quyền lực chính của Ban chấp hành Trung ương, mà dồn gánh, gần như toàn bộ trách nhiệm và quyền lực cho Bộ Chính trị. Quyết định này hướng tới loại bỏ ông Nguyễn Tấn Dũng trở thành ứng cử viên cho vị trí Tổng Bí thư .
Theo Phó trưởng ban thường trực Ban Tuyên giáo Vũ Ngọc Hoàng: Đại hội (ĐH) Đảng 12 sẽ quyết định cuối cùng về nhân sự khóa mới và Quyết định 244 của T.Ư không cản trở các nhân sự mới được quyền ứng cử tại ĐH... Dư luận cho rằng Quyết định 244 đưa ra một quy chế bầu cử mất dân chủ, ở chỗ không cho ứng cử, đề cử. Hiểu như thế cũng chưa chuẩn.. Theo ông Trần Văn Hằng – Uỷ viên Trung ương Đảng, Chủ nhiệm Uỷ ban Đối ngoại của Quốc hội: Tinh thần Quyết định 244 (về quy chế bầu cử trong Đảng) thì người không được cấp uỷ giới thiệu sẽ không được ứng cử, không được nhận đề cử (nếu được Đại hội đề cử thì phải xin rút), nhưng quyền quyết định cuối cùng vẫn là của Đại hội. Như vậy là rất dân chủ.

### Truyền thông nước ngoài trước Đại hội
Thời gian diễn ra Đại hội là chủ đề được quan tâm hàng đầu. Chuyên gia Thayer (Úc) cho rằng việc chuẩn bị chậm trễ, lặng lẽ cho Đại hội 12 cho thấy dường như nội bộ Đảng còn chưa đồng thuận trong một số vấn đề như tình hình tranh chấp Biển Đông, quan hệ với Trung Quốc và lựa chọn nhân sự cấp cao sắp tới.
Về công tác nhân sự, theo VOA có nhiều đồn đoán cho rằng đương kim Thủ tướng Nguyễn Tấn Dũng sẽ trở thành Tổng Bí thư Đảng nhiệm kỳ mới. Theo họ, ông có nhiều kinh nghiệm cải cách kinh tế và quan hệ đối ngoại tốt với Mỹ, ít ràng buộc ý thức hệ với Trung Quốc, và mới đây là đưa Việt Nam gia nhập TPP. Theo họ, nếu ông Dũng trở thành Tổng Bí thư, quan hệ Việt - Mỹ sẽ có nhiều bước tiến mới. Đồng thời, theo họ, thế hệ lãnh đạo mới dự kiến sẽ là những người trẻ, có học vấn, chuyên môn cao và thấu hiểu yêu cầu xã hội. Theo họ, trở lại lớn nhất của ông là quá tuổi nghỉ hưu, tuy vậy, điều này có thể vượt qua nếu quy định miễn trừ được cho phép.
Chủ tịch Quốc hội Nguyễn Sinh Hùng, theo họ, một trong các ứng viên được coi là hàng đầu cho chức Tổng bí thư Đảng cộng sản Việt Nam, tháng 12/2015 đã thăm Trung Quốc (cùng đi có Bộ trưởng Bộ Kế hoạch và Đầu tư Bùi Quang Vinh cùng Thượng tướng, Thứ trưởng Bộ Công an Tô Lâm; Trung tướng, Thứ trưởng Bộ Quốc phòng Lê Chiêm,...) dẫn tới nhiều đồn đoán Trung Quốc tác động vào nhân sự của Đại hội trên các trang mạng không thuộc quản lý của nhà nước. Trưởng ban Tuyên giáo Trung ương Đinh Thế Huynh đã lên tiếng bác bỏ những thông tin mà ông coi là "xuyên tạc", với lý do Chủ tịch Quốc hội Trung Quốc đã mời ông Hùng sang thăm suốt 4 năm qua, nhưng ông Hùng chỉ mới nhận lời gần đây.
Ngày 6/1/2016, báo Financial Review dự đoán Thủ tướng Nguyễn Tấn Dũng sẽ được bầu làm Tổng Bí thư. Báo này coi đây là một phần của nỗ lực định hướng mới của Mỹ sang các nước châu Á.
Hôm 14/1, sau hội nghị TƯ 14, tờ Wall Street Journal nhận định rằng Tổng Bí thư Nguyễn Phú Trọng sẽ tại vị ít nhất là hai năm và điều này có nghĩa là ông Nguyễn Tấn Dũng bị gạt ra ngoài ghế lãnh đạo Đảng mà ông theo đuổi.
Trang web của tờ The Diplomat hôm 16/1/2016 đăng bài viết của Alexander Vuving (Vũ Hồng Lâm) từ Trung tâm Nghiên cứu An ninh châu Á – Thái Bình Dương nhận định Cuộc đua chức Tổng bí thư 'căng thẳng chưa từng thấy' giữa hai "đối thủ chính" là Thủ tướng Nguyễn Tấn Dũng và đương kim Tổng bí thư Nguyễn Phú Trọng. Hai ông này đại diện cho "hai thái cực khác nhau", và "tính cách trái ngược nhau". Nhà nghiên cứu này cũng đề cập tới khả năng ông Trọng sẽ tại vị "thêm hai năm", rồi sau đó chuyển giao vị trí cho "ông Trần Đại Quang [Bộ trưởng Công an] hoặc ông Đinh Thế Huynh (Trưởng ban Tuyên giáo Trung ương)"
Báo TAZ, một tờ thân tả ở Đức, lập lại tin đồn đã được nhiều tờ báo khác đăng, theo đó chủ tịch đảng Trọng mặc dù 71 tuổi sẽ tiếp tục tại chức 2 năm nữa. Còn Nguyễn Tấn Dũng sẽ về hưu, tướng công an Trần Đại Quang trở thành chủ tịch nước, phó thủ tướng Nguyễn Xuân Phúc lên nắm chức thủ tướng, còn chủ tịch quốc hội sẽ là bà Nguyễn Thị Kim Ngân. Báo này cũng trích lời thạc sĩ Lê Hồng Hiệp từ viện nghiên cứu Đông Nam Á ở Singapore cho là, nói chung tình hình sau đó sẽ không thay đổi gì, ngoài việc các cuộc cải cách sẽ tiến hành chậm hơn, và không có trọng lượng như trước. Theo 2 giáo sư Paul Schuler và Kai Ostwald, viết cho viện ISEAS-Yusof Ishak Institute ủy ban trung ương đã chọn một người trước đại hội, khác với những kỳ trước vì sợ ông Dũng nếu lên làm chủ tịch đảng sẽ có quá nhiều quyền lực.
Hôm 19/1, Tổ chức Theo dõi Nhân quyền (Human Rights Watch - HRW) phát đi thông cáo kêu gọi Đảng Cộng sản Việt Nam "nên nhân dịp Đại hội 12 ra tuyên bố sẽ tổ chức bầu cử tự do và công bằng để bầu ra các nhà lãnh đạo đất nước" và "Tương lai của hơn 90 triệu người dân Việt Nam không thể để cho một nhóm nhỏ quan chức Đảng Cộng sản quyết định".

### Đơn thư tố cáo các ứng cử viên trước Đại hội
Gần tới Đại hội, theo VOA, đã xuất hiện nhiều đơn thư tố cáo trên mạng Internet nhắm vào các quan chức được cho là ứng viên hàng đầu vào các vị trí chủ chốt.

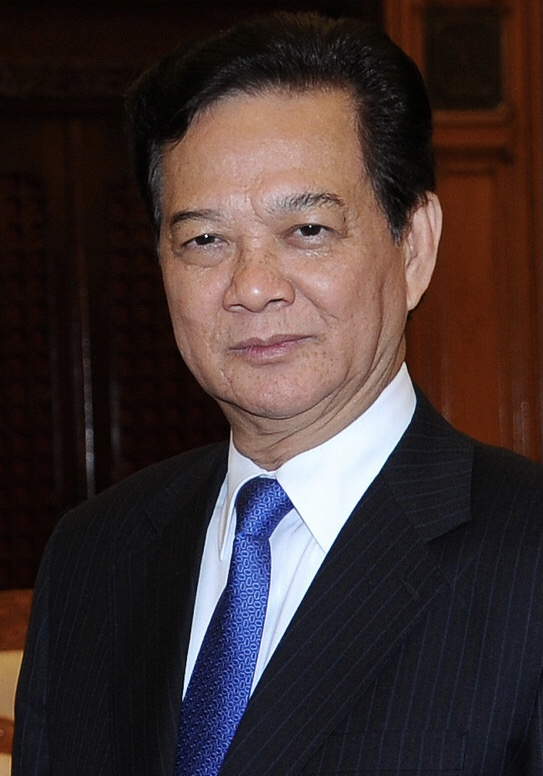
Thủ tướng Nguyễn Tấn Dũng

Ngày 18 tháng 9 năm 2015, ba ông GS TS Lưu Văn Sùng (1939) nguyên Viện trưởng Viện Khoa học - Chính trị Học viện Chính trị-Hành chính Quốc gia Hồ Chí Minh, GS.TS Đỗ Thế Tùng (1934) nguyên giảng viên cao cấp Học viện Chính trị Quốc gia Hồ Chí Minh, và GS.TS Nguyễn Đình Kháng (1945) nguyên Viện trưởng Viện Kinh tế - Chính trị (Học viện Chính trị Quốc gia Hồ Chí Minh) đồng ký đơn gửi Bộ Chính trị và Ban Chấp hành Trung ương Đảng Cộng sản Việt Nam tiến hành kiểm điểm, kỷ luật, và kiên quyết không để ông Nguyễn Tấn Dũng lọt vào Ban Chấp hành Trung ương Đảng khóa XII vì cho rằng ông Dũng tiếp sức cho các thế lực thù địch vu cáo Đảng Cộng sản Việt Nam lệ thuộc Trung Quốc, phá hoại tình đoàn kết, hữu nghị và kích động đối đầu Việt - Trung.

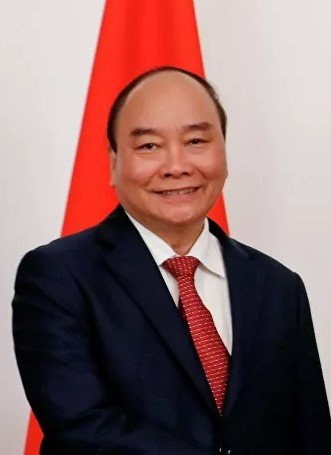
Phó thủ tướng thường trực Nguyễn Xuân Phúc

Đầu tháng 12/2015, mạng xã hội lan truyền đơn "Đề nghị thanh tra khối tài sản của Phó thủ tướng Nguyễn Xuân Phúc" được cho là của 'một vị lão thành ở Tam Kỳ, Quảng Nam' và đơn của một người tự nhận là 'Nguyễn Đức Hạnh, cán bộ Văn phòng Chính phủ' đề nghị thanh tra "việc 5 tháng trước khi rời chức Chủ nhiệm Văn phòng Chính phủ, đồng chí Nguyễn Xuân Phúc vẫn kịp ký bổ nhiệm 15 vụ trưởng, 35 vụ phó, gần 50 trưởng phòng, phó phòng, kiếm hàng chục triệu đô la". Ngày 30/12/2015, báo Tuổi Trẻ thông báo một lãnh đạo Văn phòng Chính phủ mô tả điều họ gọi là đơn thư xuất hiện trên mạng internet tố cáo Phó Thủ tướng Nguyễn Xuân Phúc là đơn thư 'mạo danh' và "Văn phòng Chính phủ không có cán bộ tên Nguyễn Đức Hạnh".
Ngày 30/12/2015 trên các trang mạng lề trái tiếp tục xuất hiện lá đơn mang tên Lương Thanh Sở, cán bộ Ngoại giao đã nghỉ hưu ở Hà Nội tố cáo Tổng bí thư Nguyễn Phú Trọng. Tuy nhiên, sau khi tiếp xúc ông Sở cho rằng mình không hề viết đơn trên và khẳng định có những kẻ mờ ám đã lợi dụng tên tuổi của ông để viết những đơn xằng bậy rồi tán phát lên trang Ba Sàm. "Có thể người ta lợi dụng thời điểm tôi vừa nhận huy hiệu 50 năm tuổi Đảng để "phong" cho tôi là đảng viên lão thành rồi gắn tên tôi thành tác giả bài báo. Tôi khẳng định đây là bài viết mạo danh."
Ngày 30/12/2015, Thứ trưởng Bộ Thông tin Truyền thông Trương Minh Tuấn cho biết, "trên mạng xã hội đang xuất hiện rất nhiều thông tin xấu độc, đặc biệt trước các kỳ Đại hội Đảng và khi chuẩn bị về công tác nhân sự. Các trang này hầu hết xuyên tạc đường lối chính sách và bôi xấu lãnh đạo Đảng và Nhà nước."
Ngày 4/1/2016, có trang mạng xã hội chia sẻ một đoạn file ghi âm được cho là nội dung cuộc điện thoại của một phóng viên Báo điện tử Một Thế giới tên Nguyễn Tuấn Nam và ông Phạm Anh Tuấn, Phó Ban Nội chính Trung ương về việc thanh tra khối tài sản của gia đình ông Nguyễn Xuân Phúc. Ngày 5/1/2016, báo điện tử Một Thế giới ra thông cáo: "Ban biên tập báo điện tử Một Thế giới khẳng định thời gian qua không cử bất cứ phóng viên nào gọi điện phỏng vấn cán bộ Ban Nội chính Trung ương như file ghi âm lan truyền. Đồng thời, phóng viên Nguyễn Tuấn Nam cũng xác nhận không thực hiện cuộc gọi điện phỏng vấn như trên và giọng nói trong file này không phải là giọng của mình.".
Ngày 8 tháng 1 năm 2016, hai lá thư của ông Phan Diễn được phổ biến với nội dung đặt nặng vấn đề con gái Thủ tướng Nguyễn Tấn Dũng lấy chồng là con "sĩ quan VNCH" và ông Trần Quốc Thuận cựu Phó chủ nhiệm Văn phòng Quốc hội có thư đề nghị xác minh những vấn đề liên quan đến nhân thân Thủ tướng và giải trình tài sản giàu có bất thường của thân nhân .

### Chuẩn bị an ninh và hậu cần phục vụ Đại hội
Sáng 5/1/2016, Bộ Công an phối hợp với Bộ Tư lệnh Thủ đô tổ chức sơ duyệt phương án bảo vệ Đại hội Đại biểu toàn quốc lần thứ XII của Đảng tại Quảng trường Sân vận động Quốc gia Mỹ Đình (Hà Nội). Tham gia buổi sơ duyệt có khoảng 5.200 cán bộ, chiến sĩ lực lượng vũ trang Việt Nam, 125 ôtô, môtô đặc chủng và trực thăng. Trong số 125 ôtô đặc chủng có nhiều chiếc được trang bị vũ khí có sức chiến đấu cao.
Ngày 6/1/2016, tại hội nghị trực tuyến tổng kết công tác thanh tra năm 2015 và triển khai nhiệm vụ công tác năm 2016, Phó Thủ tướng Nguyễn Xuân Phúc nhấn mạnh trong thời gian từ nay đến Đại hội Đảng 12, không để người dân khiếu kiện vượt cấp, đông người, lên Hà Nội và TP.HCM.
Sáng 7/1/2016 tại sân vận động Mỹ Đình đã có buổi diễn tập của Tiểu ban bảo vệ an ninh Đại hội Đảng toàn quốc lần thứ 12 (Bộ Công an). Trong tình huống giả định với hàng ngàn người bị xúi giục, kích động kéo đến cổng UBND thành phố khiếu kiện về đất đai, đòi gặp lãnh đạo cao nhất, cảnh sát sẽ huy động lực lượng lớn để giải tán đám đông.
Trong dịp diễn ra Đại hội, TP Hà Nội có 10 điểm đón tiếp, phục vụ suất ăn với số lượng khoảng 50-500 suất ăn/buổi. Bếp ăn phục vụ khách mời, đại biểu dự Đại hội Đảng 12 có cảnh vệ túc trực 24/24 để kiểm tra độc chất.
Trong thời gian Đại hội, Công an TP Hà Nội cấm đường theo giờ với xe tải và xe ôtô chở khách tại 35 tuyến phố Xe phục vụ Đại hội Đảng toàn quốc lần thứ 12 được cấp biển số riêng, biển số tạm Công an TP Hà Nội yêu cầu các phương tiện nhường đường, đi sát lề và dừng lại hẳn khi gặp đoàn xe ưu tiên dịp Đại hội Đảng XII từ 20 đến 28-1.

## Diễn biến Đại hội
Đại hội Đảng lần thứ 12 chính thức diễn ra từ ngày 21 đến 28 tháng 1 năm 2016 tại Trung tâm Hội nghị Quốc gia Mỹ Đình, Hà Nội. 

### 20/1: Họp phiên trù bị
Ngày 20 tháng 1 năm 2016, Đại hội Đảng Cộng sản Việt Nam lần thứ 12 họp phiên trù bị tại Trung tâm hội nghị quốc gia Mỹ Đình.. Trước giờ khai mạc các đại biểu vào viếng lăng Chủ tịch Hồ Chí Minh.
Nội dung phiên họp: tiến hành bầu Đoàn Chủ tịch, Đoàn Thư ký Đại hội, Ban Thẩm tra tư cách đại biểu; thông qua Chương trình làm việc của Đại hội, Quy chế bầu cử và Báo cáo thẩm tra tư cách đại biểu dự Đại hội.
Theo Quy chế bầu cử Đại hội mà các đại biểu "nhanh chóng thông qua" sáng 20/1, "Ủy viên Trung ương Đảng khóa XI nếu không nằm trong danh sách tái cử sẽ không được ứng cử, đề cử và nhận đề cử". Theo Phó trưởng ban thường trực Ban Tuyên giáo Vũ Ngọc Hoàng: Quy chế bầu cử tại Đại hội Đảng XII được thông qua theo hướng tương tự Quy chế bầu cử trong Đảng (ban hành kèm Quyết định 244 của Ban chấp hành Trung ương khóa XI). Quy chế bầu cử tại Đại hội là do Đại hội thảo luận, biểu quyết thông qua, thống nhất rất cao, gần như tuyệt đối. Nếu nói quy chế này mất dân chủ thì tôi không rõ là mất dân chủ với ai, chẳng lẽ Đại hội mất dân chủ với Đại hội?
Tại phiên trù bị, các đại biểu cũng đã bầu Đoàn Chủ tịch gồm 17 người, gồm 16 ủy viên Bộ Chính trị khóa 11 và bà Hà Thị Khiết, thành viên Ban Bí thư khóa 11, người đã tham gia tám kỳ đại hội. Bên cạnh đó, Đại hội cũng thống nhất Đoàn thư ký và Ban thẩm tra tư cách đại biểu.

### 21/1: Khai mạc
Dự Đại hội có 1.510 đại biểu thay mặt cho hơn 4,5 triệu đảng viên toàn Đảng. Trong đó có 197 Uỷ viên Ban Chấp hành Trung ương Đảng khoá XI, 1.300 đại biểu được bầu từ đại hội đảng bộ các tỉnh, thành phố và đảng bộ trực thuộc Trung ương, 13 đại biểu thuộc Đảng bộ Ngoài nước do Trung ương chỉ định theo quy định. Tới dự Đại hội có các đại biểu khách mời: nguyên Tổng Bí thư Ban Chấp hành Trung ương Đảng Cộng sản Việt Nam: Đỗ Mười, Lê Khả Phiêu, Nông Đức Mạnh. Các nguyên Uỷ viên Bộ Chính trị, nguyên Chủ tịch nước Cộng hoà xã hội chủ nghĩa Việt Nam: Lê Đức Anh, Trần Đức Lương, Nguyễn Minh Triết; Phan Văn Khải, nguyên Uỷ viên Bộ Chính trị, nguyên Thủ tướng Chính phủ nước Cộng hoà xã hội chủ nghĩa Việt Nam; Nguyễn Văn An, nguyên Uỷ viên Bộ Chính trị, nguyên Chủ tịch Quốc hội nước Cộng hoà xã hội chủ nghĩa Việt Nam; các nguyên Uỷ viên Bộ Chính trị, nguyên Bí thư Trung ương Đảng; các nguyên Phó Chủ tịch nước, Phó Chủ tịch Quốc hội, Phó Thủ tướng Chính phủ; các nguyên Uỷ viên Trung ương Đảng từ khoá II đến khoá VI; các Uỷ viên Uỷ ban Kiểm tra Trung ương khoá XI. Đến dự Đại hội có đại diện các Mẹ Việt Nam Anh hùng, nhân sĩ, trí thức, văn nghệ sĩ, chức sắc tôn giáo; đại diện thanh niên. Đến dự Đại hội, có các đại sứ, đại biện các nước và trưởng đại diện các tổ chức quốc tế trong đoàn ngoại giao tại Hà Nội .
Thủ tướng Nguyễn Tấn Dũng điều hành phiên họp. Chủ tịch nước Trương Tấn Sang đọc diễn văn khai mạc Đại hội. Tổng bí thư Nguyễn Phú Trọng đọc báo cáo chung của Ban Chấp hành Trung ương Đảng khóa 11 về các văn kiện đại hội.
Ông Lê Hồng Anh, Ủy viên Bộ Chính trị, Thường trực Ban Bí thư, Trưởng tiểu ban Tổ chức phục vụ Đại hội 12 đọc báo cáo kiểm điểm sự lãnh đạo, chỉ đạo của Đảng của Ban Chấp hành Trung ương Đảng khóa 11.
Chiều 21/1, các đoàn thảo luận về văn kiện đại hội.

### 22-23/1: Thảo luận văn kiện
Hai ngày 22 và 23/1, Đại hội tiến hành thảo luận ở hội trường về văn kiện. Buổi sáng 22/1, ông Nguyễn Sinh Hùng thay mặt Đoàn Chủ tịch điều khiển phiên họp. Buổi chiều, ông Trương Tấn Sang thay mặt Đoàn Chủ tịch điều khiển phiên họp.
Trong bài phát biểu tại Đại hội Đảng 12, Bộ trưởng Kế hoạch Đầu tư, ông Bùi Quang Vinh, nói rằng việc phải đổi mới hệ thống chính trị đồng bộ với đổi mới kinh tế là yêu cầu hết sức cấp bách."Tuy vậy, bao năm qua, cơ cấu tổ chức, phương thức hoạt động của Đảng, Nhà nước, đoàn thể các cấp gần như không thay đổi. Nền chính trị phù hợp với nền kinh tế tập trung, kế hoạch hóa trước đây, đặc biệt là trong hoàn cảnh chiến tranh, nay không còn phù hợp với nền kinh tế thị trường. Thậm chí còn là rào cản, trở ngại cho phát triển. Vì vậy, trong giai đoạn tới, việc đổi mới hệ thống chính trị đồng bộ với đổi mới về kinh tế là yêu cầu hết sức cấp bách. ."
Ông Nguyễn Tấn Dũng, thay mặt Đoàn Chủ tịch điều hành phiên họp sáng 23/1. Sau một ngày rưỡi thảo luận tại Hội trường, Đại hội đã nghe 34 tham luận của các đại biểu. Buổi chiều, ông Nguyễn Phú Trọng, Chủ tịch Đoàn Chủ tịch, thay mặt Đoàn Chủ tịch điều hành phiên họp. Đại hội nghe báo cáo của Ban Chấp hành Trung ương khóa XI về công tác nhân sự Ban Chấp hành Trung ương khóa XII, thảo luận và biểu quyết về số lượng Ban chấp hành Trung ương khóa XII. Trung ương Đảng khoá XII có 180 uỷ viên chính thức và 20 dự khuyết.

### 24/1: Báo cáo nhân sự
Sáng 24/1, Đại hội nghe báo cáo về nhân sự. Đại hội làm việc tại đoàn cả ngày, thảo luận về tiêu chuẩn, cơ cấu Ban Chấp hành Trung ương khóa XII, nghiên cứu danh sách đề cử Ban Chấp hành Trung ương khoá XII của Ban Chấp hành Trung ương khoá XI (cả chính thức và dự khuyết). Tiến hành ứng cử, đề cử thêm nhân sự (ngoài danh sách do Ban Chấp hành Trung ương khoá XI đề cử). Tiểu ban Nhân sự nhận báo cáo của các đoàn về việc ứng cử, đề cử. Đoàn Thư ký Đại hội xin ý kiến về dự kiến những vấn đề Đại hội cần biểu quyết trong các văn kiện Đại hội XII. Đầu giờ buổi chiều, Đoàn Chủ tịch gửi Báo cáo tổng hợp về nhân sự ứng cử, đề cử tới các đoàn. Các đại biểu tiến hành việc xin rút ý kiến ứng cử, đề cử hoặc xin rút tên ra khỏi danh sách đề cử. Các Trưởng đoàn báo cáo với Đoàn Chủ tịch Đại hội về danh sách nhân sự xin rút khỏi danh sách đề cử.
Chủ tịch nước Trương Tấn Sang, Chủ tịch Quốc hội Nguyễn Sinh Hùng, Thủ tướng Nguyễn Tấn Dũng, Thường trực Ban bí thư Lê Hồng Anh, Phụ trách Thành ủy Thành phố Hồ Chí Minh Lê Thanh Hải, phụ trách Thành ủy Hà Nội Phạm Quang Nghị, Trưởng ban Tổ chức Trung ương Tô Huy Rứa... là những người đã xin rút tại Hội nghị Trung ương 14 được đề cử tại đoàn để tham gia Ban chấp hành Trung ương khóa XII . Trong số 62 người được giới thiệu ủy viên chính thức, hơn 50% không nằm trong Ban Chấp hành cũ, trong đó có người không dự Đại hội, và quá tuổi, có 30 vị được đề cử bổ sung để bầu uỷ viên dự khuyết. Danh sách nhân sự được giới thiệu vào Ban Chấp hành trung ương khóa XII (ủy viên chính thức) vượt số dư đề ra 23 người so với dự kiến. Ông Lê Quang Vĩnh, Phó Chánh Văn phòng Trung ương Đảng khẳng định: "Tất cả các đồng chí Uỷ viên Bộ Chính trị, Ban Bí thư không được Trung ương giới thiệu đã rút hết. Vì ý thức Đảng của các đồng chí ấy rất cao và các đồng chí bày tỏ ý nguyện từ lâu rồi (từ Hội nghị Trung ương). Còn cho rút hay không do Đại hội quyết định".
Theo quy định, danh sách ứng cử, đề cử bổ sung vào Ban Chấp hành TW không quá 39 người ngoài danh sách Ban Chấp hành TW khóa XI chuẩn bị, để có số dư bầu cử chính thức không quá 30% (theo Quy chế bầu cử tại Đại hội, Ban Chấp hành Trung ương khóa XI giới thiệu số dư chỉ từ 10% đến 15%, cụ thể có 199 ứng viên để bầu 180 uỷ viên chính thức, 22 ứng viên để bầu 20 vị uỷ viên dự khuyết, số dư còn lại từ các đại biểu tại Đại hội đề cử hoặc ứng cử). Hồ sơ của các nhân sự đề cử vào Ban Chấp hành Trung ương khóa XII có đầy đủ sơ yếu lý lịch, bản kê khai tài sản, xác nhận của cơ quan, đơn vị và Đảng bộ, chi bộ nơi công tác, bản tự kiểm điểm của đảng viên.

### 25/1: Chốt danh sách bầu cử
Đại biểu ghi phiếu xin rút khỏi danh sách ứng cử, đề cử vào Ban chấp hành Trung ương khoá XII vào sáng 25/1, Đoàn Chủ tịch sẽ họp để xem xét các trường hợp xin rút.
Đại hội thực hiện quy trình biểu quyết thông qua danh sách ứng cử, đề cử, các trường hợp xin rút trong buổi chiều cùng ngày. 9h30 ngày 26/1, Đại biểu bỏ phiếu bầu Ban Chấp hành Trung ương khóa XII. Chiều cùng ngày, Ban kiểm phiếu báo cáo kết quả bầu cử, công bố danh sách người trúng cử vào Ban chấp hành Trung ương khóa XII.
Theo ông Lê Hồng Anh trả lời phỏng vấn phóng viên TTXVN, số lượng tái cử dự kiến khoảng 55-60% (đổi mới khoảng 40-45%). Để bảo đảm tính kế thừa và phát triển, Ban Chấp hành Trung ương Đảng khóa XII cần có cơ cấu 3 độ tuổi, trong đó dưới 50 tuổi dự kiến 15-20%; từ 50-60 tuổi dự kiến 65-70%; trên 60 tuổi dự kiến 5-10%. Phấn đấu xây dựng cơ cấu, tỉ lệ cán bộ nữ trên 10% (khóa XI là 8,13%), cán bộ trẻ dưới 40 tuổi từ 4 - 6% (khóa XI là 2,2%), cán bộ là người dân tộc thiểu số từ 9 - 10% (khóa XI là 8,75%). Ngoài ra, có cơ cấu một số nhà khoa học, văn nghệ sĩ, lãnh đạo một số tập đoàn, tổng công ty lớn của Nhà nước đủ tiêu chuẩn, điều kiện tham gia.
Đoàn chủ tịch thực hiện bốn bước theo quy trình công tác nhân sự tại đại hội.
- Bước một: nghe 68 trưởng đoàn báo cáo về danh sách ứng cử, đề cử được các đại biểu ghi vào phiếu tại mỗi đoàn (nằm ngoài danh sách "cứng" 221 người do Ban Chấp hành Trung ương khóa XI giới thiệu).
- Bước hai: thông báo tổng hợp danh sách bổ sung này đến 68 đoàn. Đại biểu ghi phiếu xin rút (nếu có).
- Bước ba: họp để xem xét các trường hợp xin rút. Theo quy chế bầu cử tại đại hội, Đoàn chủ tịch lấy phiếu xin ý kiến đại hội đồng ý hoặc không đồng ý để các ứng cử viên xin rút.
- Bước bốn: báo cáo đại hội về việc bầu cử, danh sách ứng cử viên và các trường hợp xin rút.[75]

Ông Nguyễn Phú Trọng, Chủ tịch Đoàn Chủ tịch, thay mặt Đoàn Chủ tịch điều hành phiên họp.
Kết quả kiểm phiếu: Đại hội đồng ý cho tất cả Uỷ viên Bộ Chính trị, Ban bí thư không nằm trong danh sách đề cử của Ban chấp hành Trung ương khoá XI được rút (hoặc buộc phải rút) khỏi danh sách. Trong số này có Chủ tịch nước Trương Tấn Sang, Thủ tướng Nguyễn Tấn Dũng, Chủ tịch QH Nguyễn Sinh Hùng, Thường trực Ban bí thư Lê Hồng Anh, Trưởng ban Tổ chức Trung ương Tô Huy Rứa, nguyên Bí thư thành uỷ Hà Nội Phạm Quang Nghị, nguyên Bí thư thành uỷ Thành phố Hồ Chí Minh Lê Thanh Hải. Tổng cộng 29 người do đại biểu đề cử bổ sung (cả ủy viên chính thức và dự khuyết) được Đại hội 12 đồng ý cho rút. Trong đó, Thủ tướng Nguyễn Tấn Dũng là vị được số người đề nghị giữ lại cao nhất nhưng vẫn không quá bán. Một số nhân sự được giới thiệu bổ sung cũng không đủ điều kiện lọt vào danh sách chính thức để bầu. Danh sách bầu ủy viên chính thức là 220 người, danh sách bầu ủy viên dự khuyết là 26 người (số lượng được giới thiệu thêm ngoài danh sách Ban Chấp hành Trung ương khóa XI chuẩn bị là 25 người; trong đó, bao gồm 21 đề cử ủy viên chính thức và 4 đề cử ủy viên dự khuyết).

### 26/1: Bầu Ban Chấp hành Trung ương
Buổi sáng, các đại biểu bỏ phiếu bầu cử Ban Chấp hành Trung ương Đảng Cộng sản Việt Nam khóa XII. Ban Kiểm phiếu kiểm phiếu bầu cử. Ông Nguyễn Phú Trọng, Chủ tịch Đoàn Chủ tịch, thay mặt Đoàn Chủ tịch điều hành phiên họp. Buổi chiều, ông Nguyễn Sinh Hùng thay mặt Đoàn Chủ tịch điều hành phiên họp. Đoàn Chủ tịch đọc Báo cáo giải trình, tiếp thu ý kiến của đại biểu về các văn kiện Đại hội XII của Đảng. Các đại biểu ghi phiếu biểu quyết một số vấn đề thuộc nội dung văn kiện Đại hội. Cuối giờ làm việc buổi chiều, Ban kiểm phiếu công bố kết quả bầu cử, công bố danh sách trúng cử Ban Chấp hành Trung ương khóa XII.
Đại hội biểu quyết thông qua Báo cáo kết quả bầu cử Ban Chấp hành Trung ương khoá XII.
Danh sách Ban Chấp hành Trung ương khóa XII chốt lại có 180 ủy viện chính thức và 20 dự khuyết.
Danh sách chi tiết Ban Chấp hành Trung ương Đảng Cộng sản Việt Nam khoá XII.
Có 16 ủy viên chính thức khoá trước được giới thiệu nhưng không tái cử, trong đó Bộ Y tế không có đại diện nào dù có hai đề cử là Bộ trưởng Nguyễn Thị Kim Tiến và Thứ trưởng Nguyễn Thanh Long. Bốn trường hợp "đặc biệt" được Trung ương đề xuất thì một người không đủ phiếu bầu là Tổng thanh tra Chính phủ Huỳnh Phong Tranh. Các nhân sự được Đại hội giới thiệu thêm đều không trúng cử. Ông Nguyễn Phú Trọng được Đại hội Đảng 12 bầu vào Ban Chấp hành Trung ương khóa 12 với số phiếu cao (trên 80%). 
Một số nhân sự được TW giới thiệu để bầu ủy viên chính thức BCH TW không trúng cử bao gồm:
1. Lê Thị Thu Ba (Phó Chánh Văn phòng Trung ương Đảng)
2. Võ Minh Chiến (Phó Trưởng ban Chỉ đạo Tây Nam Bộ)
3. Phạm Xuân Đương (Phó Trưởng ban thường trực Ban Kinh tế Trung ương)
4. Lò Văn Giàng (Phó Trưởng ban Dân vận Trung ương)
5. Nguyễn Doãn Khánh (Phó Chủ nhiệm Uỷ ban Pháp luật của Quốc hội)
6. Hồ Mẫu Ngoạt (Trợ lý, phụ trách Văn phòng Tổng Bí thư)
7. Niê Thuật (Phó trưởng ban chỉ đạo Tây Nguyên)
8. Huỳnh Văn Tí (Thứ trưởng Bộ Lao động, Thương binh và Xã hội)
9. Nguyễn Hữu Vạn (Tổng kiểm toán Nhà nước)
10. Mai Văn Ninh (Phó Trưởng ban Tuyên giáo Trung ương)
11. Ngô Thị Doãn Thanh (Phó Trưởng ban Dân vận Trung ương)
12. Nguyễn Sáng Vang (Phó Chủ nhiệm Ủy ban kiểm tra Trung ương)
13. Phạm Văn Vọng (Phó Chủ nhiệm Ủy ban kiểm tra Trung ương)
14. Nguyễn Thị Kim Tiến (Bộ trưởng Bộ Y tế)
15. Nông Quốc Tuấn (Thứ trưởng, Phó Chủ nhiệm Uỷ ban dân tộc)
16. Huỳnh Phong Tranh (Tổng Thanh tra Chính phủ)
17. Lê Mạnh Hùng (Phó Bí thư thường trực Đảng ủy khối các cơ quan Trung ương)
18. Dương Quang Thành (Chủ tịch Hội đồng thành viên Tập đoàn điện lực)
19. Phạm Gia Túc (Phó Bí thư Thành ủy Cần Thơ)
Một số nhân sự được TW giới thiệu để bầu ủy viên dự khuyết BCH TW chính thức không trúng cử bao gồm:
1. Nguyễn Thị Tuyến (Chủ tịch Liên đoàn lao động TP Hà Nội)

2. Tạ Đình Thi (Vụ trưởng Vụ Tổ chức - Cán bộ, Bộ Tài nguyên & Môi trường)

### 27/1: Trung ương Đảng bầu Tổng bí thư
Ngày 27/1, BCH Trung ương họp phiên thứ nhất để bầu Bộ Chính trị Ban Chấp hành Trung ương Đảng Cộng sản Việt Nam, bầu Tổng Bí thư Ban Chấp hành Trung ương Đảng Cộng sản Việt Nam trong số các ủy viên Bộ Chính trị mới, bầu Ban Bí thư Trung ương Đảng Cộng sản Việt Nam, Ủy ban Kiểm tra Trung ương Đảng Cộng sản Việt Nam và chủ nhiệm ủy ban này. Ban Chấp hành Trung ương khóa XII giao Bộ Chính trị phân công một số Ủy viên Bộ Chính trị tham gia Ban Bí thư.
Chiều ngày 27 tháng 1 năm 2016, ông Nguyễn Phú Trọng đã tái đắc cử chức vụ Tổng Bí thư.

### 28/1: Bế mạc - Họp báo
Thay mặt Đoàn Chủ tịch Đại hội, ông Trương Tấn Sang điều hành phiên họp. Ban Chấp hành Trung ương khóa XII báo cáo Đại hội kết quả bầu Bộ Chính trị, Tổng bí thư, Ban Bí thư, Ủy ban Kiểm tra Trung ương, Chủ nhiệm Ủy ban Kiểm tra Trung ương khóa XII. Đại hội đã nhất trí thông qua Nghị quyết Đại hội. Trong Nghị quyết đề ra các chỉ tiêu quan trọng và nhiệm vụ trọng tâm trong 5 năm 2016 - 2020 trong đó về kinh tế: Tốc độ tăng trưởng kinh tế bình quân 5 năm đạt 6,5 - 7%/năm. Đến năm 2020, GDP bình quân đầu người khoảng 3.200 - 3.500 USD.
Tổng bí thư khóa XII Nguyễn Phú Trọng đọc diễn văn bế mạc Đại hội, và chủ trì họp báo ngay sau khi bế mạc đại hội.
Trả lời phỏng vấn VTV, tân Tổng Bí thư Nguyễn Phú Trọng cho biết: "Tôi cũng không ngờ mình lại được Đại hội tín nhiệm giới thiệu tôi, bầu tôi vào Ban chấp hành TƯ, được Ban chấp hành TƯ họp phiên thứ nhất bầu tôi làm Tổng bí thư. Gần như 100% tuyệt đối, đấy là tôi bất ngờ. Bất ngờ vì tuổi tôi đã cao, có lẽ trong các vị lãnh đạo tuổi tôi là cao nhất. Sức khỏe, trình độ cũng có hạn và tôi cũng đã xin nghỉ rồi nhưng trách nhiệm của Đảng giao thì chúng tôi với tư cách là đảng viên phải chấp hành."

### Truyền thông về Đại hội
Đại hội được phát thanh trực tiếp trên VOV1 và truyền hình trực tiếp trên kênh Truyền hình Quốc hội Việt Nam và kênh VTV1.
ISEAS Singapore 14-1-16 đăng bài của Paul Schuler và Kai Ostwald phân tích Thủ tướng Nguyễn Tấn Dũng khó có khả năng trở thành Tổng bí thư với lý do nếu ông được bầu làm Tổng bí thư thì ông sẽ có quyền lực quá lớn trong Đảng, giống như Tập Cận Bình của Trung Quốc, và khi đó quyền lực của Bộ Chính trị Đảng Cộng sản Việt Nam sẽ bị giảm đi.
Trong bài bình luận về Đại hội đảng 12, Tân Hoa Xã viết dù đội ngũ lãnh đạo của Đảng Cộng sản Việt Nam có thay đổi thì cũng "không nên lay chuyển quyết tâm làm sâu sắc mối quan hệ hợp tác giữa hai nước". "Cần phải làm rõ rằng bất kỳ ai thổi bùng tinh thần dân tộc trong mối quan hệ Việt – Trung sẽ chỉ tự hại mình."
Ngày 20/1/2016 tờ Guardian đăng tin "Cụ Rùa Hồ Gươm" chết đêm 19/1/2016 ngay trước Phiên họp trù bị được dư luận coi như là một điều xấu cho Đại hội 12 và đợt chuyển giao quyền lực sắp tới của Đảng Cộng sản
Hãng tin AP ngày 21/1/2016 cho biết Đảng Cộng sản đang chuẩn bị 'đưa một nhân vật bảo thủ trở lại chức Tổng Bí thư'.
Các cư dân mạng đang có nhiều đồn đoán về "cuộc đấu đá giữa hai phe thân Trung Quốc và thân phương Tây" cũng như người sẽ lên lãnh đạo Đảng Cộng sản.
Chiều ngày khai mạc Đại hội, nhiều người sử dụng dịch vụ điện thoại di động trong nước mạng Vinaphone, Mobifone và Viettel xác nhận với BBC Tiếng Việt rằng có hiện tượng chặn từ khóa khi nội dụng tin nhắn đề cập đến tên của một số nhà lãnh đạo trong nước như "Nguyễn Phú Trọng", "Trương Tấn Sang", "Nguyễn Sinh Hùng". Tuy nhiên từ "Nguyễn Tấn Dũng" lại không gặp vấn đề. Từ Hà Nội, Tiến sĩ Nguyễn Quang A cho biết "Nơi tôi ở mấy ngày hôm nay cũng không thể vào trang BBC Tiếng Việt, cũng như nhiều trang khác trong khi vẫn có thể vào đọc những trang này trước đó." . Tuy nhiên phía các nhà mạng cung cấp dịch vụ điện thoại trên khẳng định không có việc chặn tin với các từ khóa tên các lãnh đạo Việt Nam.
Reuters trích dẫn lời Edmund Malesk đại học Duke, Hoa Kỳ: "Đại hội không lên được kịch bản ngay từ đầu, và đầu mối của bất kỳ giải pháp cũng là một Ban Chấp hành "mạnh hơn nhiều" so với tổ chức tương tự ở các nhà nước cộng sản khác"
New York Times trích dẫn Frederick Burke, người quản lý chi nhánh tại Việt Nam của công ty luật Mỹ Baker & McKenzie nói rằng việc chuyển đổi chính trị êm ái tại Đại hội Đảng tuần này là đáng khích lệ, vì nhấn mạnh sự ổn định chính trị của đất nước và tôn trọng các quy định của pháp luật.
Đài "Deutsche Welle" của Đức cho là, "Ban lãnh đạo mới khó có khả năng làm một chuyển đổi [như Đổi Mới 1 vào năm 1986]. Họ sẽ cố gắng buộc Đảng phải đi từng bước cẩn thận và chống lại 'diễn biến hòa bình' mà họ cho là do các NGO nước ngoài khởi xướng, vốn là thứ bộ máy an ninh lo sợ. Chính quyền có thể sẽ nặng tay hơn với giới blogger và truyền thông. Nhưng dù cải cách kinh tế sẽ không sâu rộng như trong quá khứ, nó cũng sẽ không bị coi nhẹ vì phát triển kinh tế là công cụ tốt để biện minh cho tính chính danh của Đảng." 

### Điện mừng
Đến phiên khai mạc, Đại hội nhận 170 điện mừng đến từ 123 đảng, 4 khu vực và quốc tế, 28 tổ chức hữu nghị, 12 đoàn ngoại giao và 3 cá nhân đến từ 73 nước trên thế giới. Tính đến sáng 23/1, đã có 200 chính đảng, tổ chức và bạn bè quốc tế gửi điện mừng chúc mừng Đại hội XII của Đảng  Tính đến ngày 25/1, Đại hội XII của Đảng đã nhận được 235 Điện mừng đến từ các đảng, các tổ chức, bạn bè quốc tế và đoàn ngoại giao. Đến trước phiên bế mạc Đại hội, sáng 28/1, Đại hội XII Đảng Cộng sản Việt Nam đã nhận được 242 điện mừng của các chính đảng, các tổ chức, đoàn ngoại giao và bạn bè quốc tế